# Songsan Ilčulbong
Songsan Ilčulbong (korejsko 성산일출봉), imenovan tudi Sončni vrh, je vulkan na vzhodnem otoku Čedžu v Songsan-ri, Sogvipo, provinca Čedžu, Južna Koreja. Visok je 182 metrov in ima na vrhu vulkanski krater.
Velja za eno najlepših turističnih znamenitosti v Južni Koreji, slovi kot najvzhodnejša gora na Črdžuju in zato najboljše mesto na otoku za ogled prvega sončnega vzhoda v letu. Songsan Ilčulbong je na Unescovem seznamu svetovne naravne dediščine kot del Vulkanski otok Čedžu in lavni tuneli.

## Etimologija
»Songsan« in »Ilčulbong« sta dve alternativni imeni za goro, ki sta bili šele v zadnjih letih združeni v eno samo ime.
»Songsan« pomeni »gora trdnjava«; gora naj bi spominjala na korejsko trdnjavo. »Ilčulbong« pomeni »vrh sončnega vzhoda«. Slednje ime naj bi se uporabljalo že od antičnih časov in izhaja iz prepričanja, da je gora eno najboljših mest za opazovanje sončnega vzhoda na otoku Čedžu.
Gora se je prej včasih imenovala Čongsan (korejsko 청산; hangul 靑山; dobesedno zelena/modra gora); to ime naj bi včasih še vedno uporabljali predvsem starejši ljudje.

## Opis
Leta 2021 je študija poročala, da se 600 m širok krater izpred nastanka Songsan Ilčulbong zdaj delno prekriva z gorskim območjem.
Songsan Ilčulbong je nastal pred približno 6700 leti, zaradi hidrovulkanske aktivnosti tipa Surtseyan na plitkem morskem dnu. Najzgodnejši izbruh, povezan z vrhom, se je zgodil približno 600 m vzhodno od sedanjega kraterja. Po koncu izbruha magma ni mogla teči skozi to mesto, zaradi česar je kasneje na mestu vrha izbruhnila magma. Sčasoma so valovi erodirali večino zgodnjih stožcev in dele poznejšega tufnega stožca, tako da so deli notranje strukture ostali izpostavljeni vzdolž klifov. Gora je bila prvotno ločena od otoka Čedžu, vendar je kopičenje sedimentov povzročilo, da sta se oba združila.
Gora velja za geološko zanimivo in jo vulkanologi aktivno preučujejo.
Gora je visoka 182 m in ima premer 600 m. Na vrhu ima travnati vulkanski krater z gladko, plitvo skledasto obliko. Krater ima površino 2,64 km2 in je približno 90 m nadmorske višine.
Študija iz leta 2011 je poročala, da je na gori 240 taksonov rastlinskih vrst.
== Turizem
Gora je pomembna turistična atrakcija. Leta 2011 jo je obiskalo 2,45 milijona obiskovalcev. Leta 2022 jo je obiskalo 1.427.941 obiskovalcev. Gora je še posebej priljubljena za opazovanje sončnih vzhodov.
Turisti se lahko na goro povzpnejo po lesenem stopnišču. Vzpon na vrh naj bi trajal do 30 minut. Od novembra do februarja je odprt od ene ure pred sončnim vzhodom do 20. ure, od marca do oktobra pa do 21. ure. Z gore se ponuja razgled na Hallasan, otok Udo in ocean.
Turisti si lahko ogledajo tudi območje okoli gore in se odpravijo na križarjenja z ladjo, ki ponuja razgled na goro in Udo.
Gora je bila 19. julija 2000 razglašena za naravni spomenik Južne Koreje. Ta status naj bi pripomogel k prizadevanjem za ohranjanje gore. 2. julija 2007 je bil uvrščen na seznam svetovne naravne dediščine UNESCO. Oktobra 2010 je bil imenovan za območje globalne mreže geoparkov.

### Festival sončnega vzhoda Songsan
Festival sončnega vzhoda Songsan (korejsko 성산일출축제) je večdnevni festival, ki poteka okoli novega leta. Prirejajo se različne dejavnosti in predstave. Potrjeni so dogodki, kot so talenti, parade, ognjemeti in pohodniški dogodki. Poleg nastopov popularne glasbe se odvijajo tudi nastopi, kot so tradicionalni korejski šamanski rituali. Do sončnega vzhoda se odšteva; ribiči naj bi ob tem prižgali svoje čolne in zažvižgali.

## Zgodovina
V obdobju mongolske vladavine Gorjo (13. do 14. stoletje) so bili v bližini gore ustanovljeni ranči za konje. Med japonskim kolonialnim obdobjem med letoma 1910 in 1945 ter proti koncu druge svetovne vojne je japonska cesarska mornarica v pobočja gore izkopala jame, v katerih so shranili čolne, naložene z eksplozivom. Ti čolni so bili namenjeni preprečitvi pričakovanega zavezniškega izkrcanja na Čedžuju; približno 18 jam, ki so jih izkopali, je ohranjenih in so zdaj registrirana kulturna dediščina Južne Koreje. V 20. stoletju so kmetje v kraterju domnevno gojili bambus. Ljudje so redili konje in živeli v kraterju, preden je konec 20. stoletja postal okoljsko zaščiteno območje.

## Galerija
- Boeing 737 AEW&C leti nad goro (2011)
- Turisti si ogledujejo notranjost kraterja (2014)
- Pogled z gore (2018)
- Pogled na pečine ob pobočju gore (2006)